# داونهيل

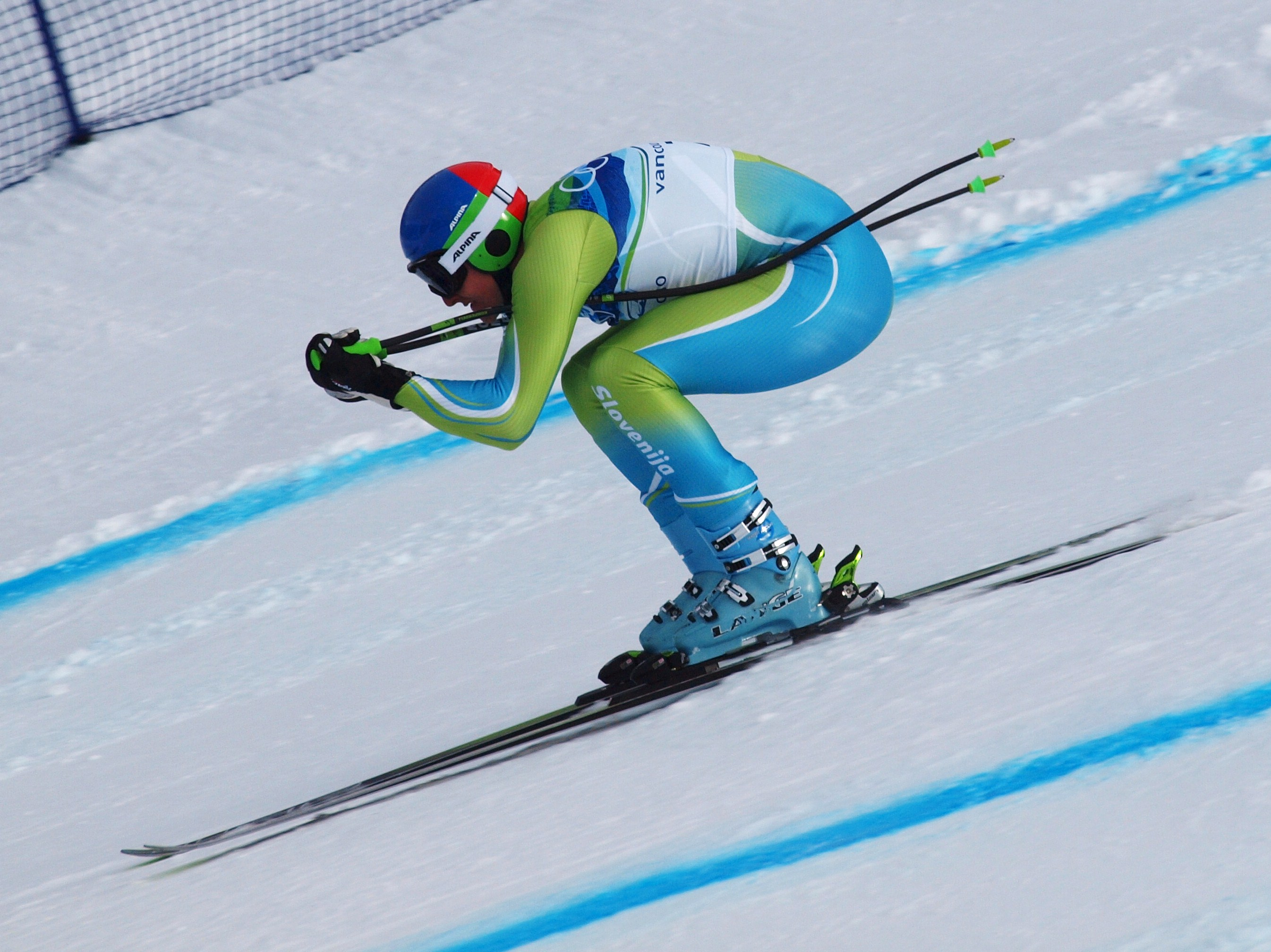
صورة لمتسابق الدوانهيل السلوفيني أندريه سبورن في دورة الألعاب الأولمبية الشتوية 2010

داونهيل (بالإنجليزية: Downhill)‏ هي أحد أنواع التزلج على المنحدرات الثلجية، وتعتبر من أسرع أنواع التزلج حيث تصل سرعة المتسابقين فيه إلى أكثر من 130 كلم في الساعة، ويستعمل المتسابقون معامل السحب في تزلجهم هذا.